# Jetski

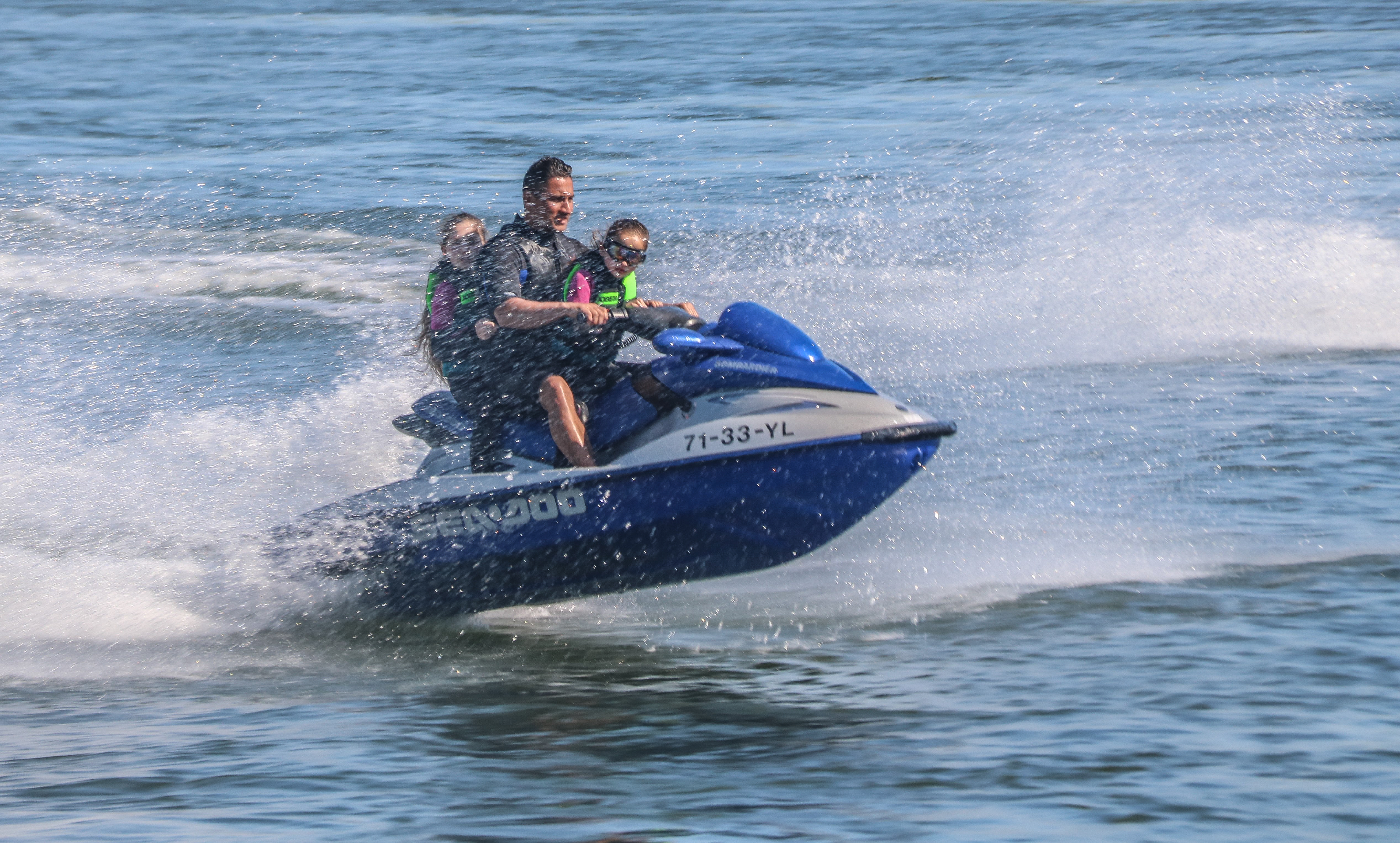
Vater mit zwei Töchtern auf einem Jetski

Jetski ist die in der Umgangssprache am meisten gebräuchliche Bezeichnung für ein kleines motorisiertes Wasserfahrzeug ohne Bordwand, auf dem man wie bei einem Motorrad sitzen kann. In Analogie dazu erfolgt die Steuerung über einen Lenker. Der Bootskörper besteht aus glasfaserverstärktem Kunststoff (GfK) und der Vortrieb wird durch einen Wasserstrahlantrieb erzeugt.

## Begriffe

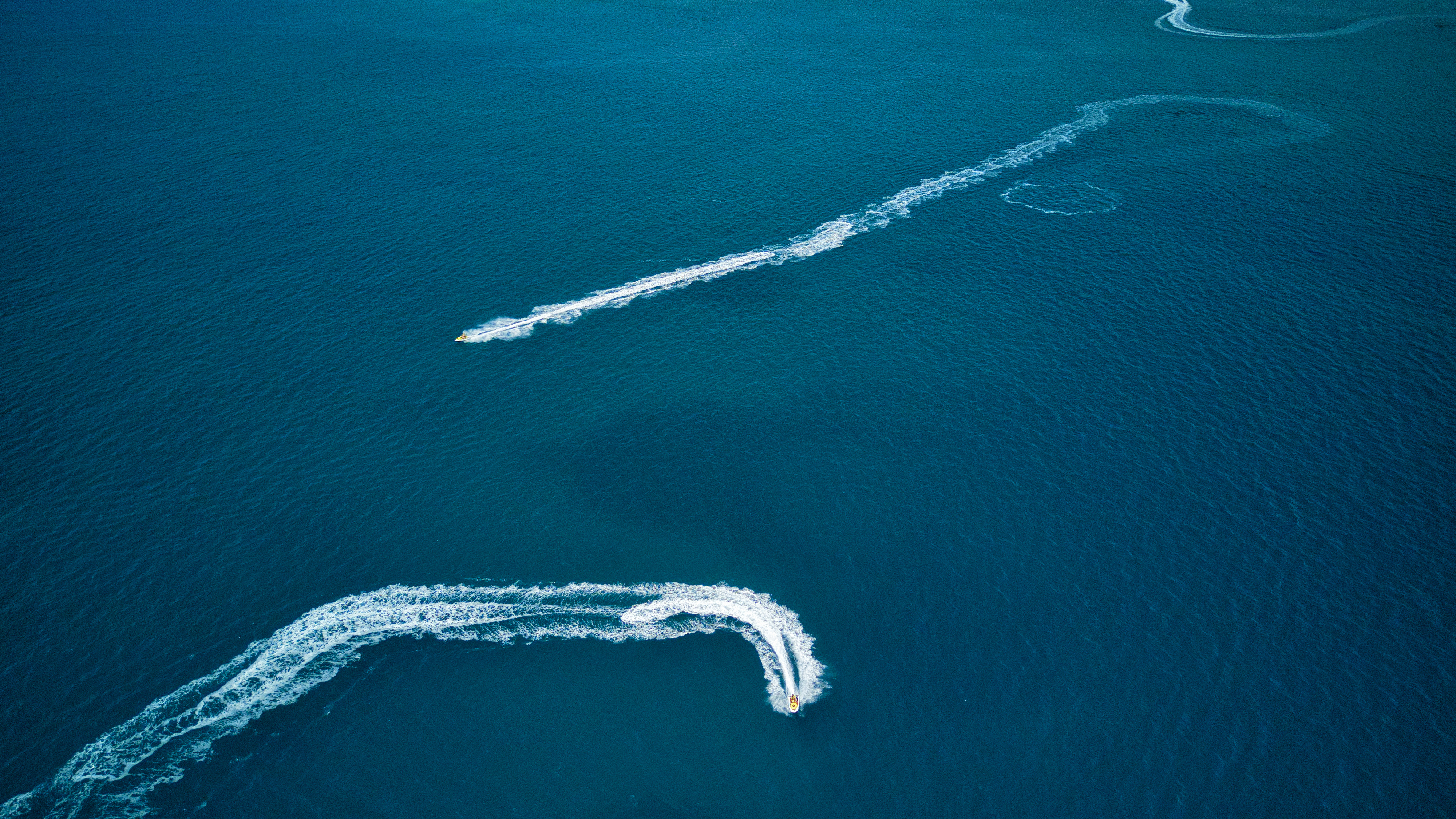
Zwei Jetski in Aktion bei Istrien, 2023

Jetski oder auch Jet-Ski ist kein offizieller Name, sondern das geschützte Warenzeichen des Herstellers Kawasaki, der solche Boote unter diesem Namen vermarktet. Weitere gebräuchliche Begriffe sind Wasserbob, Wasserscooter oder Jetbike. Der Name ist abgeleitet von englisch to jet, das mit ausstrahlen, ausstoßen, hervorschießen übersetzt wird. Dies bezieht sich auf den Jet-Antrieb, der aus der Düse einer Axialpumpe hinten am Fahrzeug austritt.
Der amtliche Name ist Wassermotorrad, der auch in Spanien als moto de agua und Italien als moto d'acqua Verwendung findet.
Aus dem englischen Sprachraum kommt der Begriff „Personal Watercraft“ (PWC), der allmählich auch in Deutschland gebräuchlich wird. Neben Water Scooter werden auch die Markennamen Jet Ski, WaveRunner von Yamaha oder Sea-Doo des kanadischen Konzerns Bombardier benutzt.
In der französischen Sprache werden Jetski neben den Markennamen als motomarine, scooter des mers und moto aquatique bezeichnet. Offiziell heißen sie aber „Wasserfahrzeug mit Motor“ (véhicule nautique à moteur VNM). In den Niederlanden ist neben Jetski noch waterscooter in Gebrauch.
Im sportlichen Wettbewerbsbereich der UIM (siehe Abschnitt Motorsport) werden alle Boote als Aquabike bezeichnet; man unterscheidet dabei zwischen einem Ski und einem Runabout bzw. zwischen „Steher“ und „Sitzer“. Früher verstand man aber unter Runabouts luxuriöse, offene Sportboote, in denen man gemütlich sitzen konnte. Inzwischen ist Runabout der allgemeine Begriff für die Jetski-Sitzer. Sie werden vielfach im Freizeitbereich eingesetzt und kommen zunehmend bei den Blaulichtorganisationen in Gebrauch.

## Geschichte

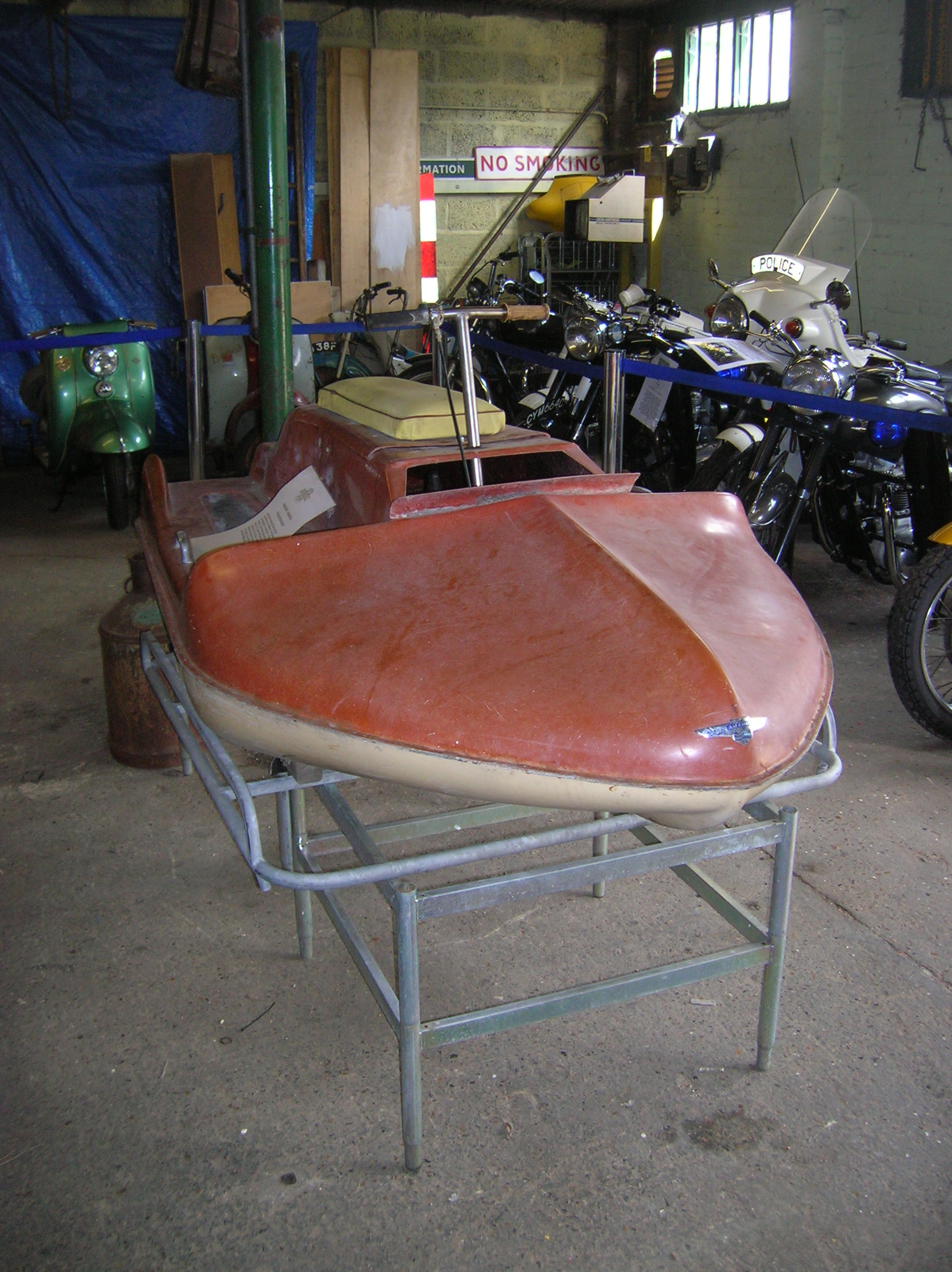
Vincent Water Scooter

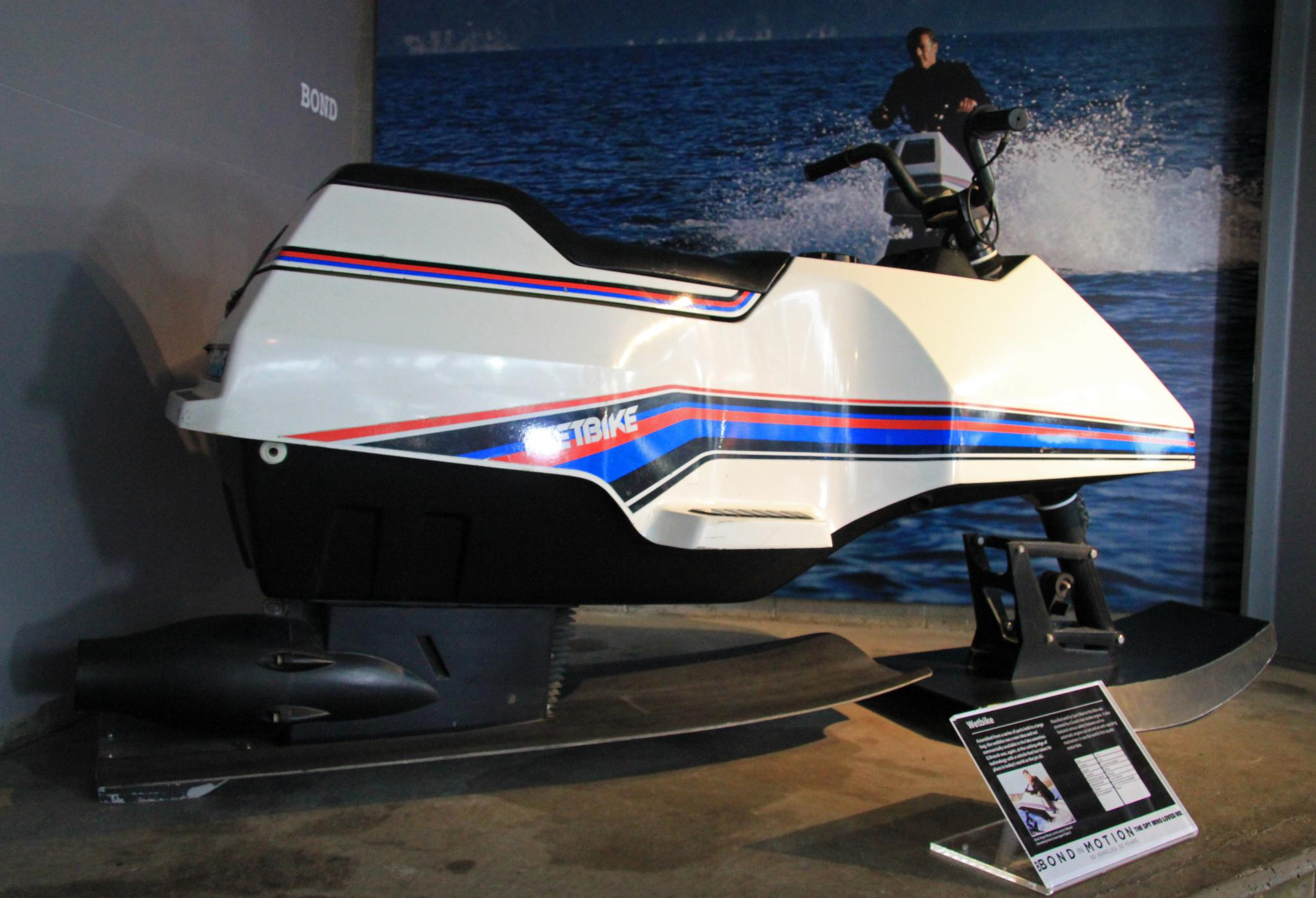
Das Wetbike aus dem James-Bond-Film

Vorgänger der Jetski waren die in den 1950er Jahren in Europa entwickelten Water Scooter der Firma Vincent. Das flache und breite Boot hatte einen Propeller als Antrieb und besaß einen Sitz mit Lenker. Als Vincent Amanda konnte es in großer Zahl in die Welt exportiert werden.
In den 1960er Jahren wurde die Idee in den USA weiterentwickelt und mit einem Wasserstrahlantrieb ausgestattet. Die japanische Firma Kawasaki stellte 1972 die ersten Serienboote als Steher-Modell vor, die nur von einem Fahrer verwendet werden konnten. Sie gelten als die Grundform aller folgenden Generationen und werden noch heute hergestellt. Sowohl Yamaha als auch Kawasaki verkaufen weiterhin Steher-Modelle, aber ihr Marktanteil ist sehr gering.
Eine Variante aus den 1970er Jahren ist das Wetbike, das wie ein Skibob mit zwei breiten Kufen auf dem Wasser gleiten konnte. Angetrieben durch einen Jet-Antrieb war es aber schwierig zu fahren, weil es viel Gleichgewichtsgefühl verlangte. Großen Bekanntheitsgrad erreichte es 1977 durch den Auftritt im James-Bond-Film Der Spion, der mich liebte. Wetbikes wurden noch bis 1992 durch Suzuki produziert. Im Gegensatz dazu lassen sich die PWC deutlich leichter fahren, weil sie einen vollständigen Bootsrumpf aus Kunststoff besitzen. Damit gewannen PWC immer mehr an Popularität und haben sich am Markt durchgesetzt.

## Technik

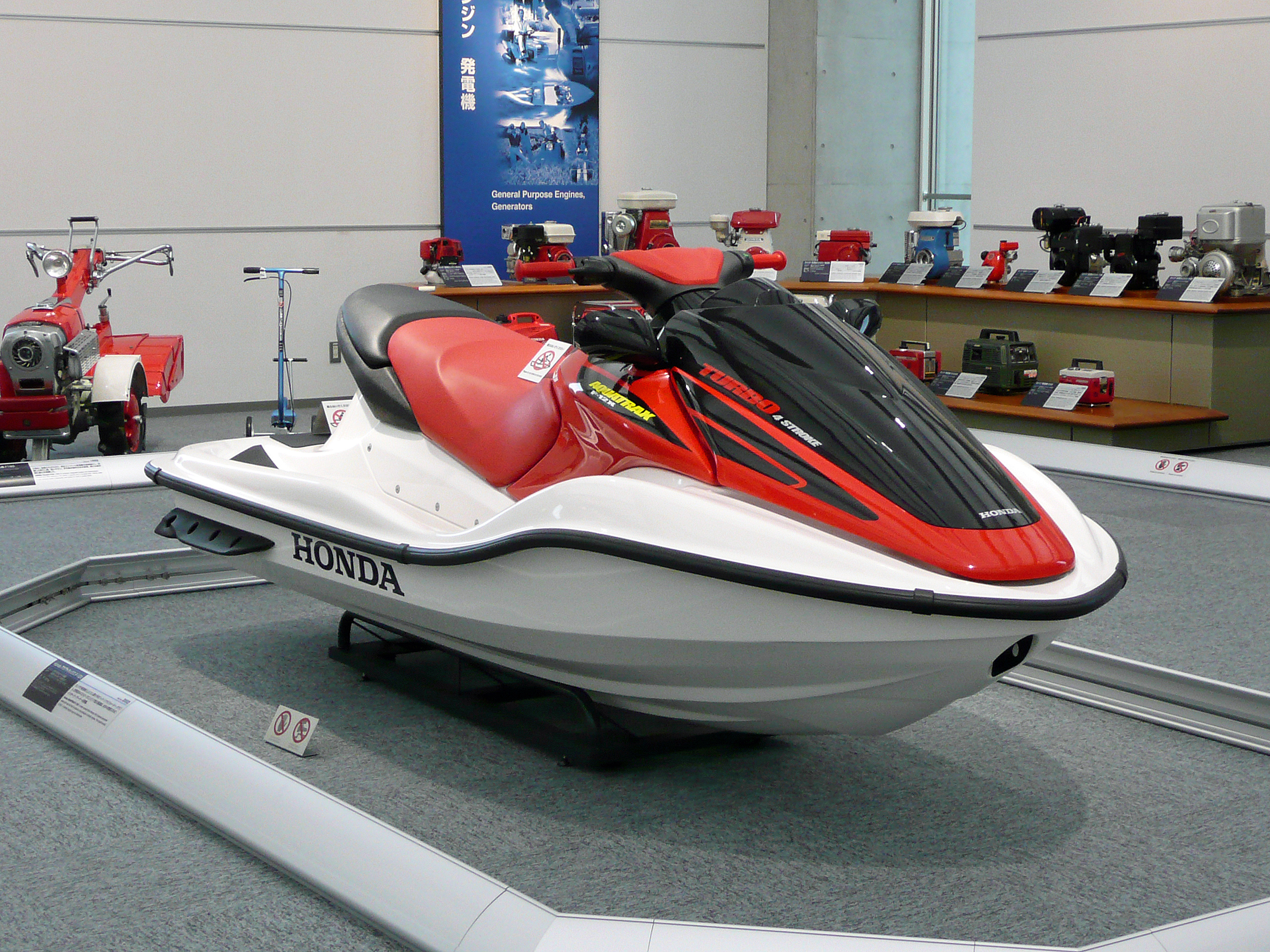
Honda AquaTrax

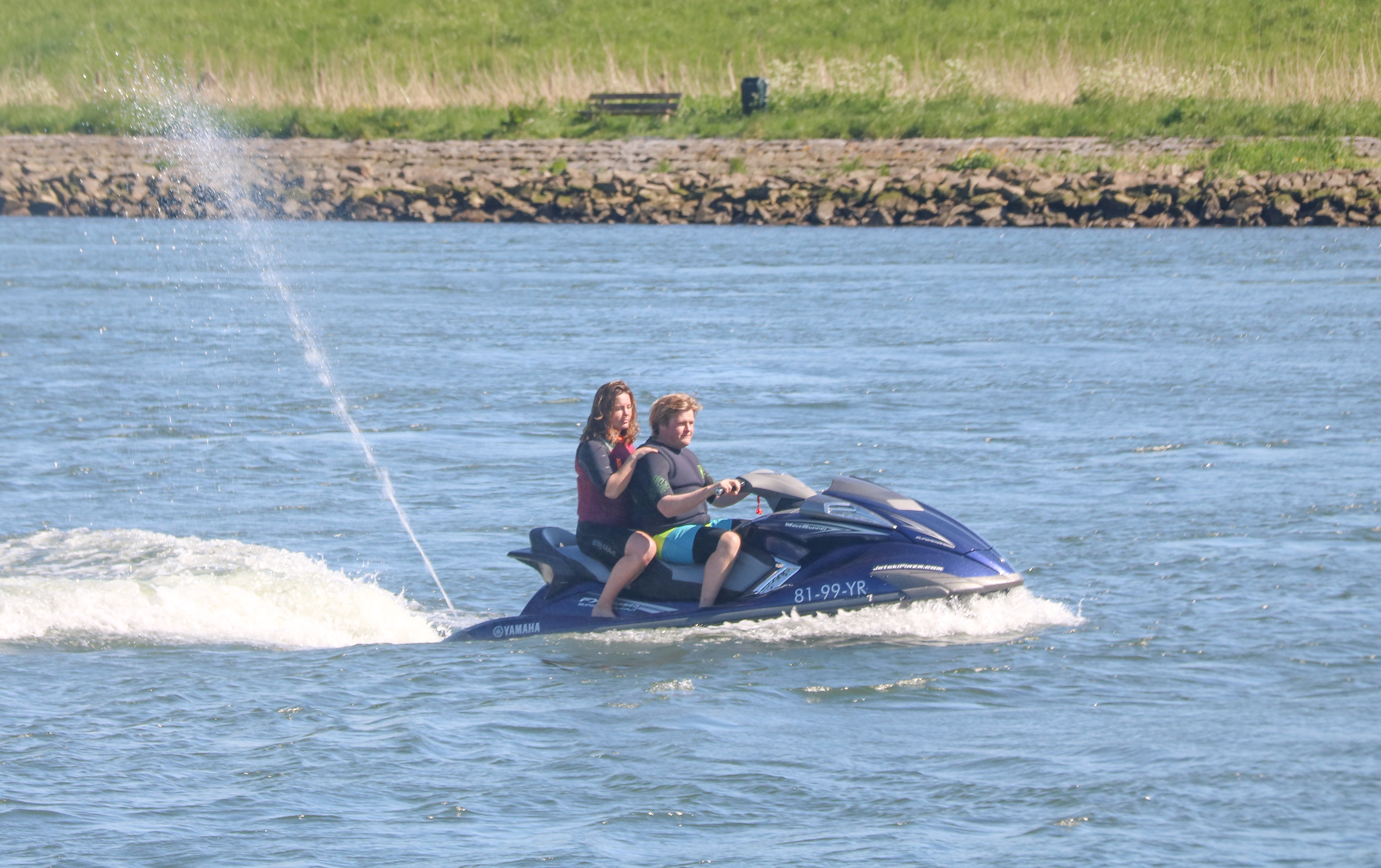
2-er Jetski mit „visibility spout“

Das Wasserfahrzeug wird mit einem Verbrennungsmotor betrieben, meist ein Viertakt-Otto-Motor. Der Vortrieb und die Steuerung des Fahrzeuges erfolgen durch einen Wasserstrahlantrieb. Weil dieser keinen freiliegenden Propeller, sondern einen Impeller verwendet, stellt diese Antriebsart keine Gefahr für Personen im Wasser dar. Mit Leistungen bis zu 257 kW/342 PS (Benelli R Race) sind die Boote im Verhältnis zu Gewicht und Verdrängung teils stark motorisiert, sehr wendig und können hohe Geschwindigkeiten bis zu 130 km/h erreichen.
Um das laute Motorgeräusch zu dämmen, das über dem Wasser sehr weit zu hören ist, sind zur Schalldämpfung sogenannte Wasserboxen verbaut, durch die der Abgasstrahl geleitet wird. Die Box ist zunächst leer und füllt sich beim Eintauchen des Jetski mit Wasser und dämpft die Geräusche.
Anfangs waren die Jetski und besonders die Steher mit Zweitaktmotoren ausgestattet, die dadurch etwas leistungsstärker waren. Als Gebrauchtgeräte werden sie heute noch angeboten. Aufgrund der Umweltbelastungen sind solche Modelle aber 'aus der Mode' gekommen oder auch verboten worden. Durch die Verwendung eines Direkteinspritzsystems wurden die Zweitakter von BRP-Rotax umweltfreundlicher und werden beispielsweise in den Ski-Doos von Bombardier eingebaut.
In vielen Ländern, auch in Deutschland, ist eine „Totmannschaltung“, auch „Quick Stop“ genannt, an den Fahrzeugen vorgeschrieben: Ein Band (lan yard) oder eine Spirale, verbunden mit dem Handgelenk des Fahrers, wird beim Abwerfen des Fahrers aus einem Schalter gezogen, der automatisch den Motor abschaltet. Speziell bei älteren Modellen gibt es einen solchen „Quick Stop“ noch nicht. Alternativ kann ein Jetski im Standgas eine kreisförmige Fahrt zurück zum Fahrer einschlagen.
Die Düse hinten am Heck wirft bei Fahrt mit Antrieb eine Wasserfontäne schräg etwa 3 m hoch nach oben. Sie wird von Yamaha als „visibility spout“ bezeichnet und verbessert die Sichtbarkeit des Fahrzeugs für andere.
Bekannte Hersteller sind oder waren Kawasaki (Jetski), Honda (AquaTrax), Yamaha (WaveRunner), Suzuki (WetBike), Polaris (Produktion 2003 eingestellt), BRP ehem. Bombardier (Sea-Doo), HSR Benelli, Franky Zapata Racing (FZ 950), Rick Roy Products (Rickter).

## Anwendungsgebiete

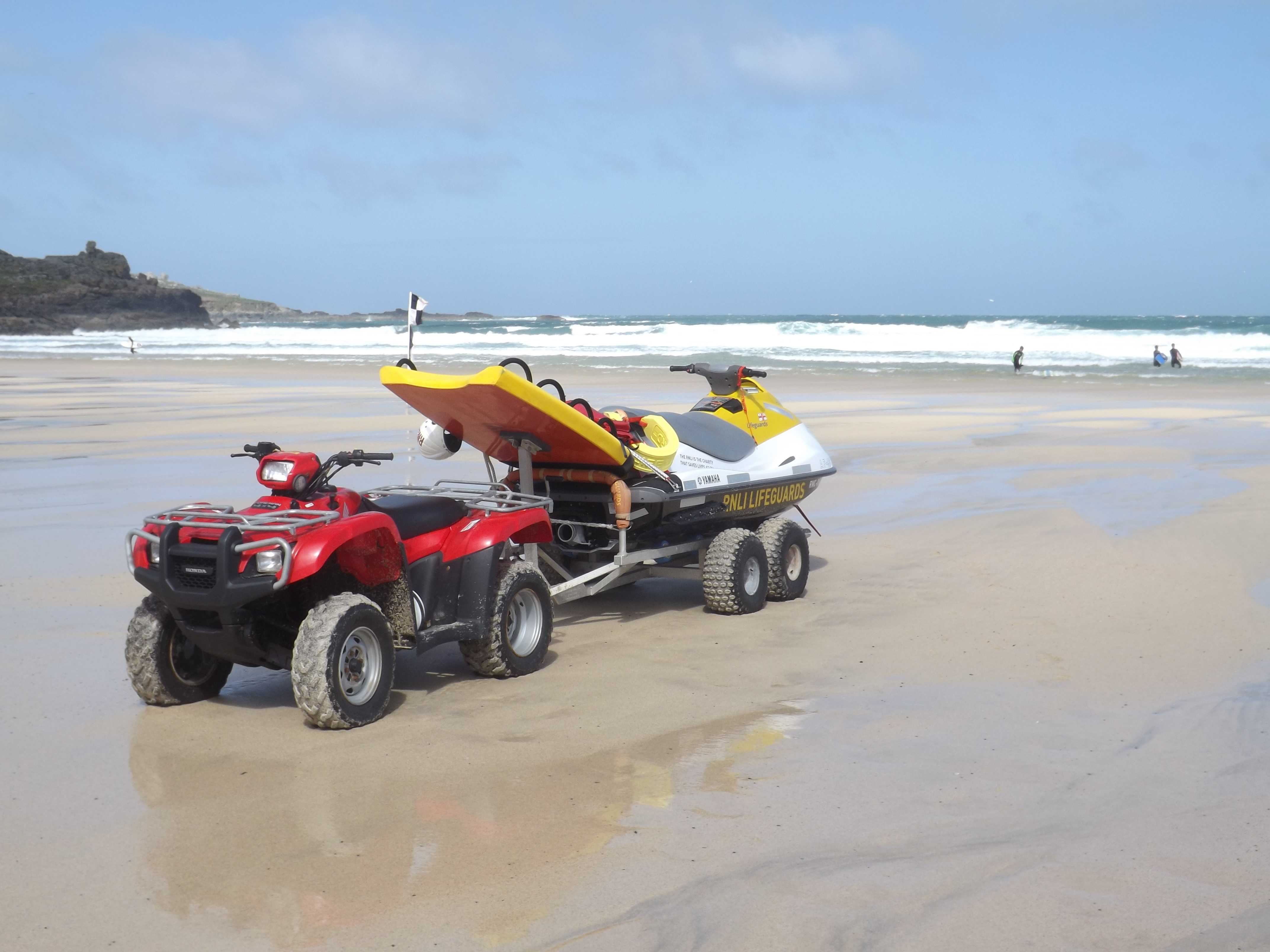
Transport eines Jetski bei der RNLI mit einem Quad

Jetski dienen dem Personentransport auf Binnen- und Küstengewässern. In den Anfangsjahren stand die Sportlichkeit (Motorbootsport) im Vordergrund, dann kamen die kleinen Fahrzeuge im Freizeitbereich immer mehr zum Einsatz. Heute werden PWC zunehmend auch im professionellen Einsatz gefahren. Durch ihr geringes Gewicht von ca. 350 kg sind sie einfach auf einem Bootstrailer zu transportieren. Als Zugfahrzeug im Gelände bzw. zum Wasser haben sich Quads bewährt. Durch die Steigerung der Leistungsfähigkeit werden die PWC immer größer und erreichen als Dreisitzer durchaus die Abmessungen kleiner Sportboote.

### Freizeitsport
Durch ihre geringe Größe und dem optimierten Bootsrumpf sind die PWC sehr wendig und dabei sicher und schnell zu fahren. Zum Freizeitvergnügen kommen sie gerne auf den großen Wasserstraßen zum Einsatz. Auch an den Stränden am Meer werden sie zur Anmietung angeboten, damit man weit draußen vor dem Badestrand die Wellen „durchreiten“ kann. Daneben dienen sie als Zugfahrzeug vor den sogenannten „Wasserbananen“ oder „Wasserschlitten“, auf denen mehrere Personen Platz finden und in schnell gefahrenen Kurven gerne den „Abflug“ machen. Auch zum Ziehen von Wasserskiläufern werden sie eingesetzt, wozu die Boote in Deutschland eine Zulassung benötigen.

### Angelsport
Besonders in den USA erfreuen sich die Jetski beim Angeln großer Beliebtheit, weil sie durch ihre Beweglichkeit und Geschwindigkeit die Anfahrt zu den Angelstellen deutlich vereinfachen und verkürzen. Auch sind sie bei Ausfahrt durch die Brandungszone leichter zu fahren. Der Jetantrieb ist beim Schleppnetzfischen besonders vorteilhaft, da er gegenüber einem Außenbordmotor mit Propeller geringere Turbulenzen und Geräusche im Wasser erzeugt.
Als erster Hersteller hat Bombardier den „Sea-Doo-Fish-Pro“ auf den Markt gebracht, einen für den Angelsport konzipierten Dreisitzer-Jetski. Eine spezielle Sitzbank in Kombination mit schrägen Dollbord-Fußstützen erlaubt uneingeschränkte Bewegungsfreiheit auch in seitwärts gewandter Sitzposition. Die Ausstattung umfasst Rutenhalter und eine Kühlbox auf einer Plattform am Heck, wodurch bis zu 50 kg Fisch transportiert werden können. Als Zusatzausstattung wird ein Navigations- und Fischsuchgerät auf GPS-Basis angeboten, um Fische zu lokalisieren.

### BOS-Dienste

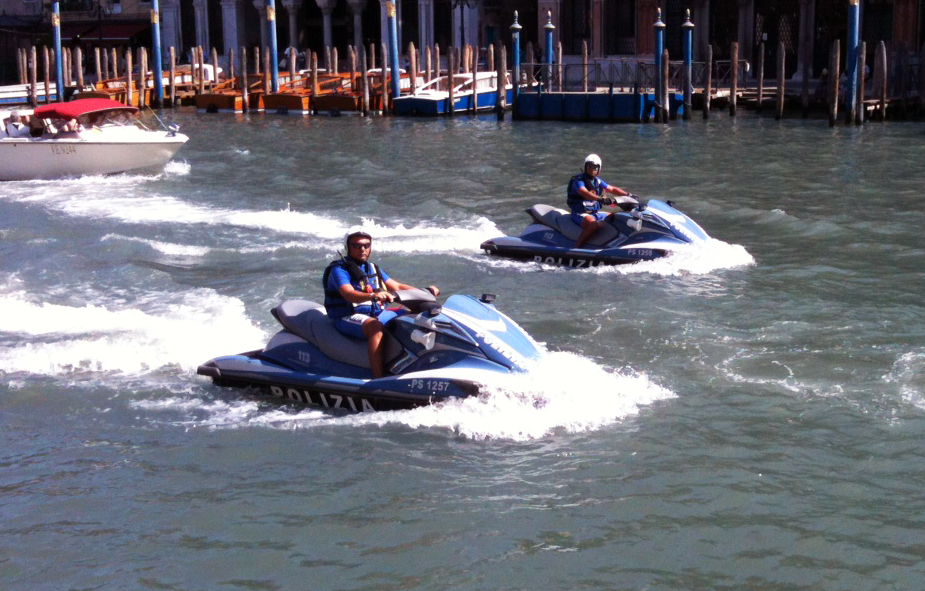
Polizia in Venedig auf Jetski

Aufgrund der hohen Geschwindigkeit und ihrer hervorragenden Manövrierfähigkeit werden die PWC zunehmend auch von den Blaulichtorganisationen (Behörden und Organisationen mit Sicherheitsaufgaben, kurz: BOS-Dienste) eingesetzt. Polizei und Ranger benutzen die Boote zur Strafverfolgung und Durchsetzung der Gesetze auf den Küstengewässern, Seen und Flüssen. Anstelle von Motorbooten setzen die Polizeibehörden von Städten mit weitläufigen Wasserflächen wie beispielsweise Venedig, Miami oder Dubai bereits seit Jahren solche schnellen Fahrzeuge ein. Auch in Hamburg stehen PWC im Polizeieinsatz, um bei „wasserbezogenen Anschlagsszenarien“ die Täter verfolgen zu können.
Die Rettungsdienste der Feuerwehren und die Wasserrettungsorganisationen wie z. B. die DLRG schaffen immer häufiger Jetski zur Personenrettung an, um im Bedarfsfall auf den großen Flüssen und Gewässern schnell zur Stelle zu sein. Gegenüber normalen Motorbooten ist der Jetski im Vorteil, weil sein Jetantrieb Personen im Wasser nicht gefährden kann. Per Gesetz sind sie aber keine gewöhnlichen Freizeit- und Sportfahrzeuge, sondern „Rescue Water Crafts“ (RWC). Damit gehören sie als professionelle Rettungsfahrzeuge in die BOS-Familie der Rettungsboote. Der Beschaffungsaufwand von ca. 15.000 Euro für ein RWC ist deutlich höher als für einen einfachen Jetski, der schon für weniger als 10.000 Euro zu haben ist.
Bis zu drei Wasserretter können mit einem RWC zum Einsatz gebracht werden. In Deutschland muss ein Motorrettungsbootführer hinter dem Steuer sitzen und alle Personen müssen nach den üblichen Standards für Strömungsretter ausgerüstet sein. Dazu zählen vor allem der Neoprenanzug, eine Feststoffweste und ein Helm. Jedoch dürfen die RWC auch von nur einer Person gefahren werden, da die gesetzlichen Vorgaben dazu erfüllt werden. Durch den leichten und schnellen Transport zum Wasser mittels Trailern sind sie sehr erfolgreich bei der Wasserrettung. Der geringe Tiefgang macht es möglich, sehr schnell an Flussufer zu gelangen, um Retter am Einsatzort abzusetzen. In der vorderen Verkleidung befindet sich eine Staubox zur Unterbringung medizinischer Ausrüstung. Im Küstenbereich und bei der Strandbewachung (Lifeguard) wird auf die schnellen Jetski gesetzt, um abtreibende Schwimmer rasch zurückholen zu können, denn sie können bei bis zu zwei Meter Wellengang eingesetzt werden.
Erweitert wird ein RWC durch ein spezielles Rettungsbrett (Rescue-Sled oder Rescue Board), das hinter oder auf dem RWC mitgeführt wird. Im Unterschied zu den langen Brettern der Wasserrettungsdienste sind diese aufblasbaren „Wassermatratzen“ deutlich kürzer und besitzen bis zu acht Haltegriffe, auf denen sich auch zwei Personen gut festhalten können. Dadurch können problemlos Personen aus kritischen, lebensbedrohlichen Situationen – auch bei starken Strömungen oder Hochwasser – aus dem Gefahrenbereich gebracht werden. Dabei geschieht dies um ein Vielfaches schneller als durch ein Motorboot, bei dem die Person erst aus dem Wasser ins Boot gezogen werden muss.
Eine eigene Entwicklung für die Küsten- und Schärenrettung hat die schwedische Seenotrettungsorganisation Sjöräddningssällskapet (SSRS) betrieben. In Zusammenarbeit mit der Firma „Safe at Sea“ in Göteborg ist daraus der Rescuerunner entstanden. Dieses spezielle RWC besitzt am hinteren Ende zum Transport von Personen oder Ausrüstung eine separate Fläche mit Haltegriffen. Ein Rescuerunner wird auch auf den größeren Rettungsbooten der SSRS sowie bei der norwegischen Redningsselskapet (NSSR) separat als Tochterboot mitgeführt.

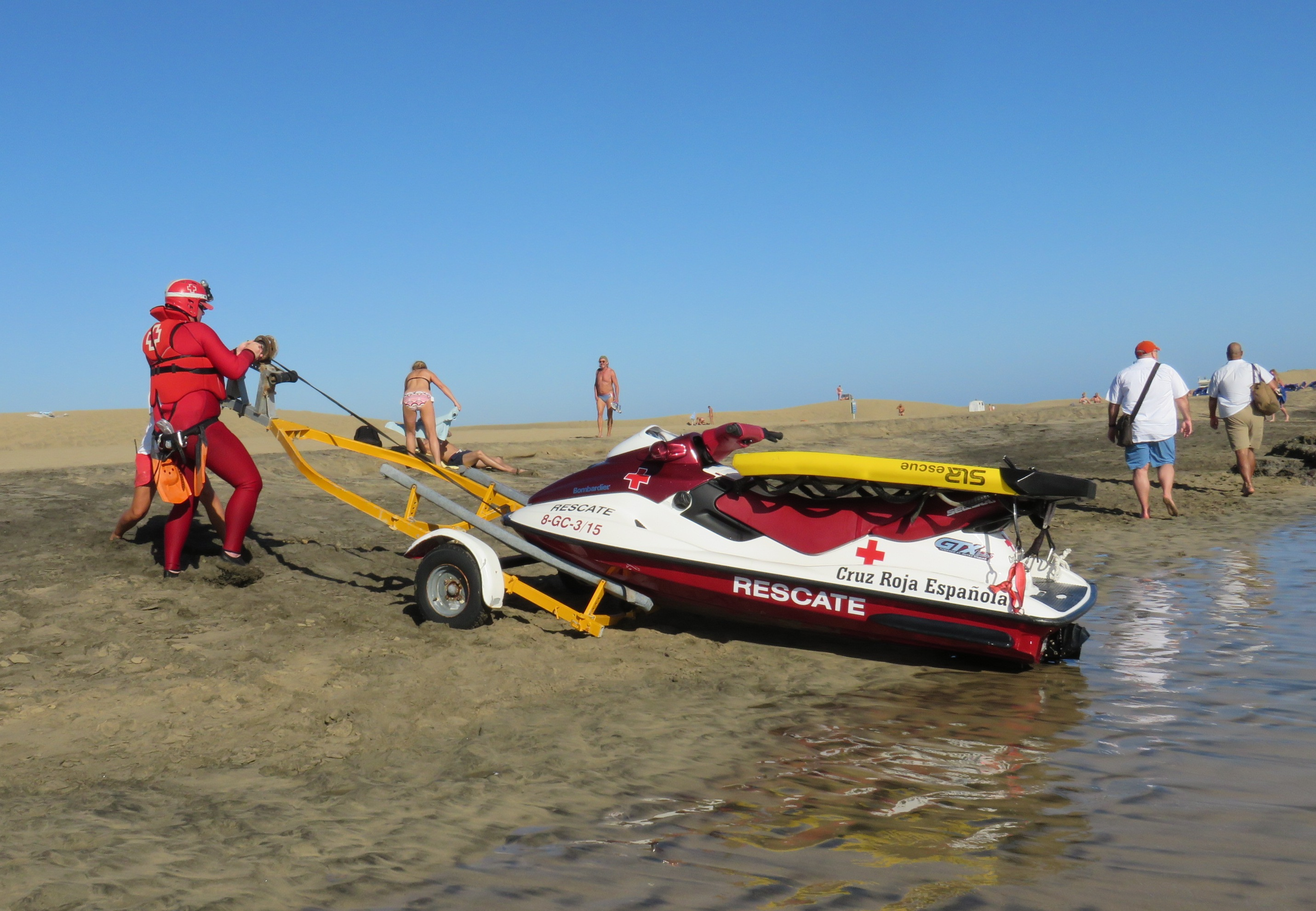
RWC des spanischen Roten Kreuz
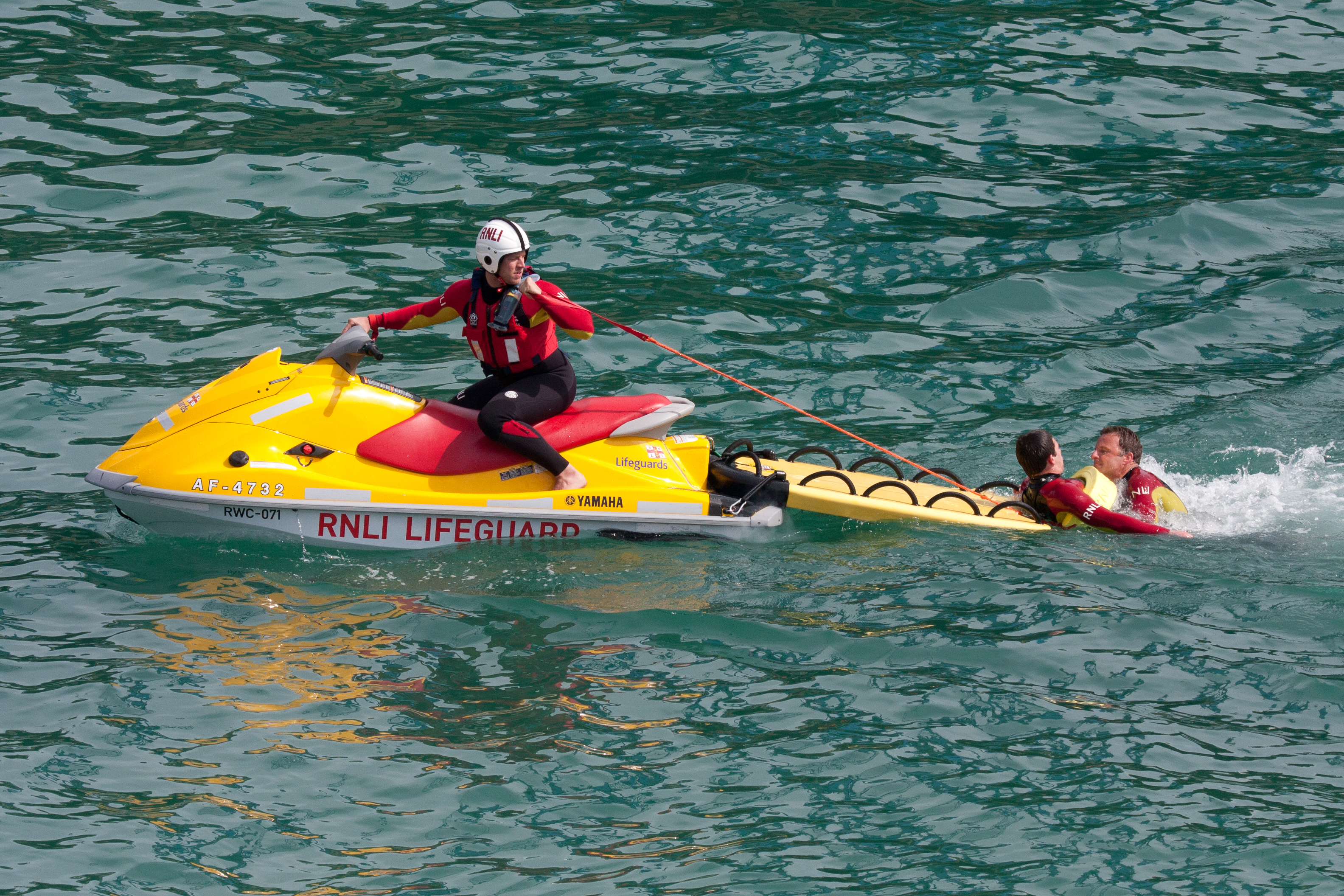
RWC der RNLI mit Rettungsbrett
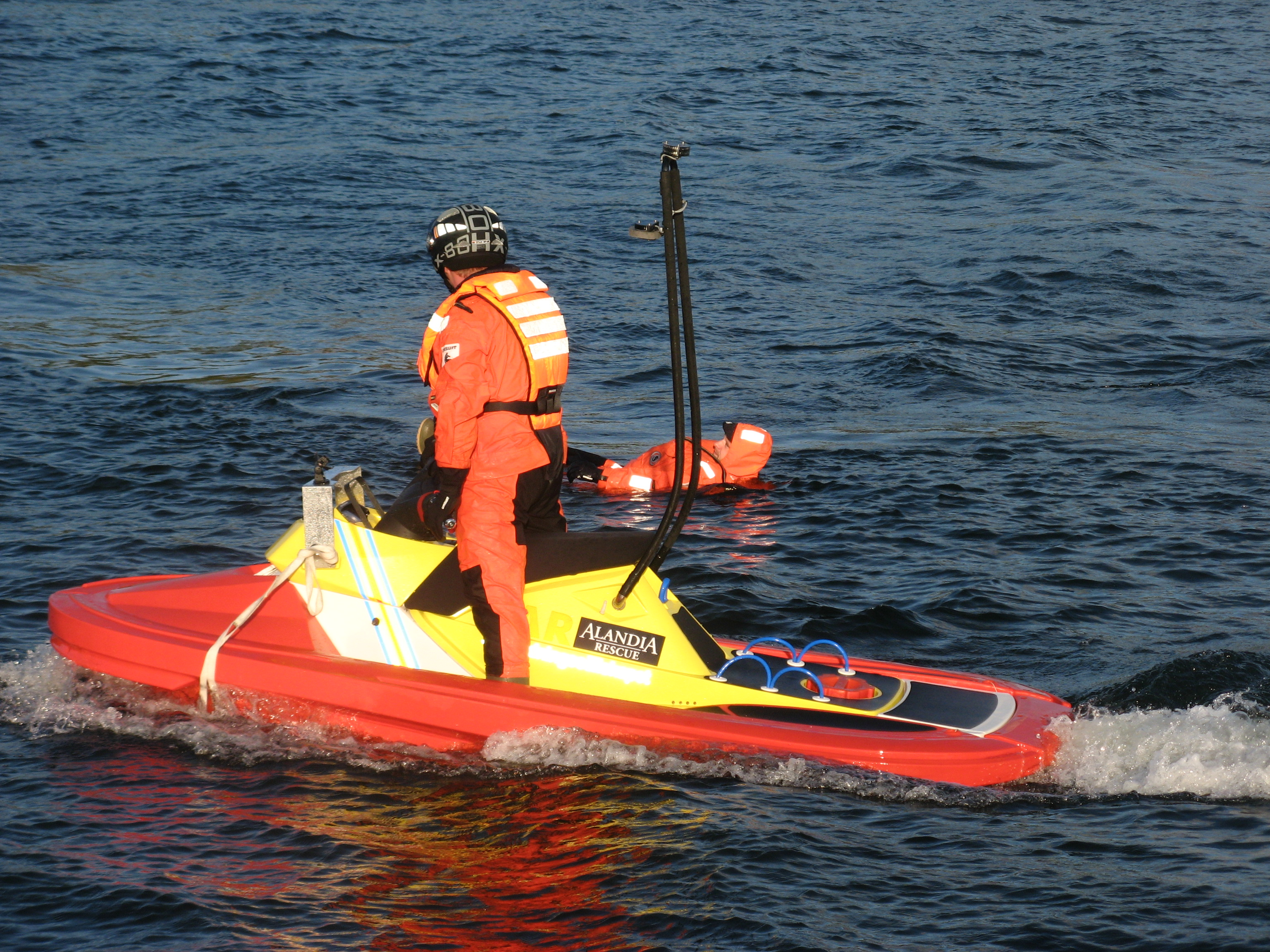
Rescuerunner – RWC der SSRS

### Motorsport

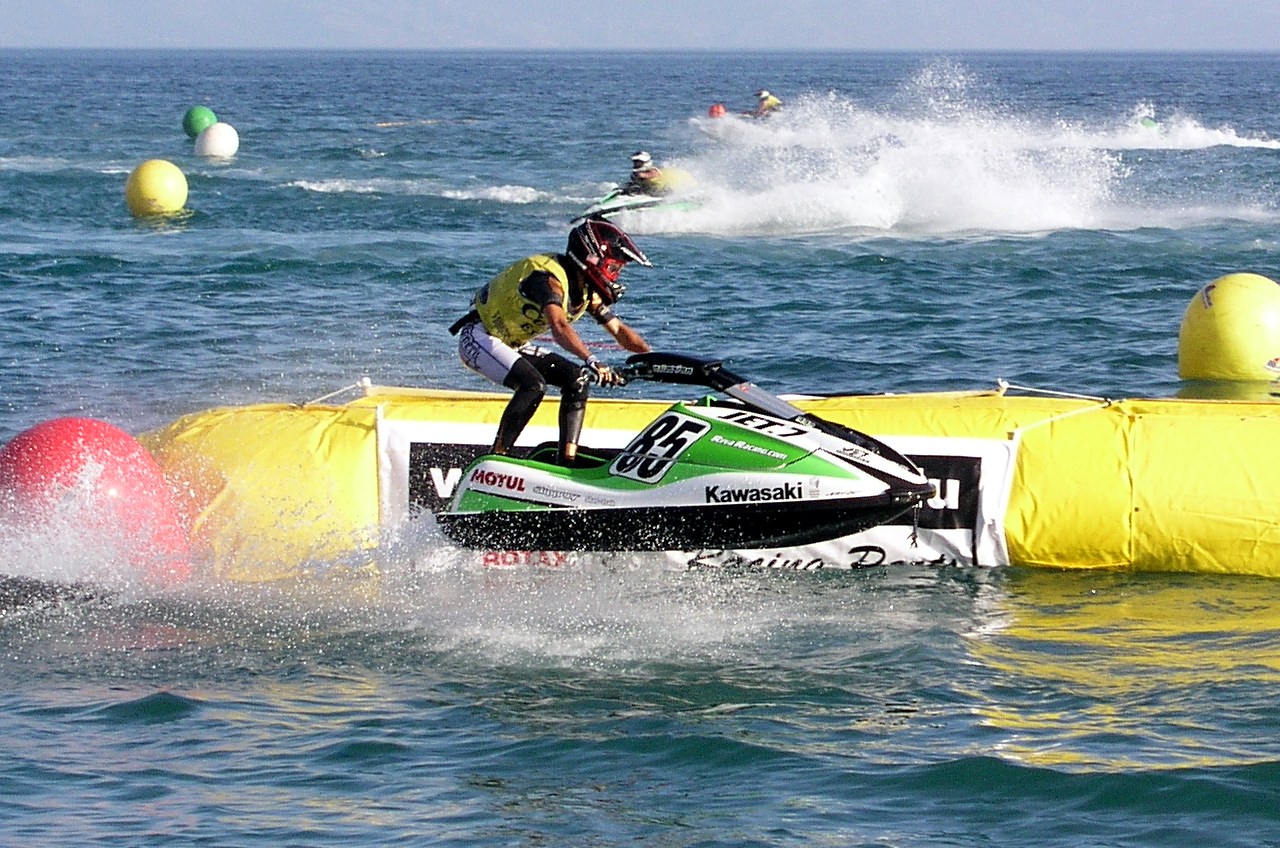
Steher-Jetski

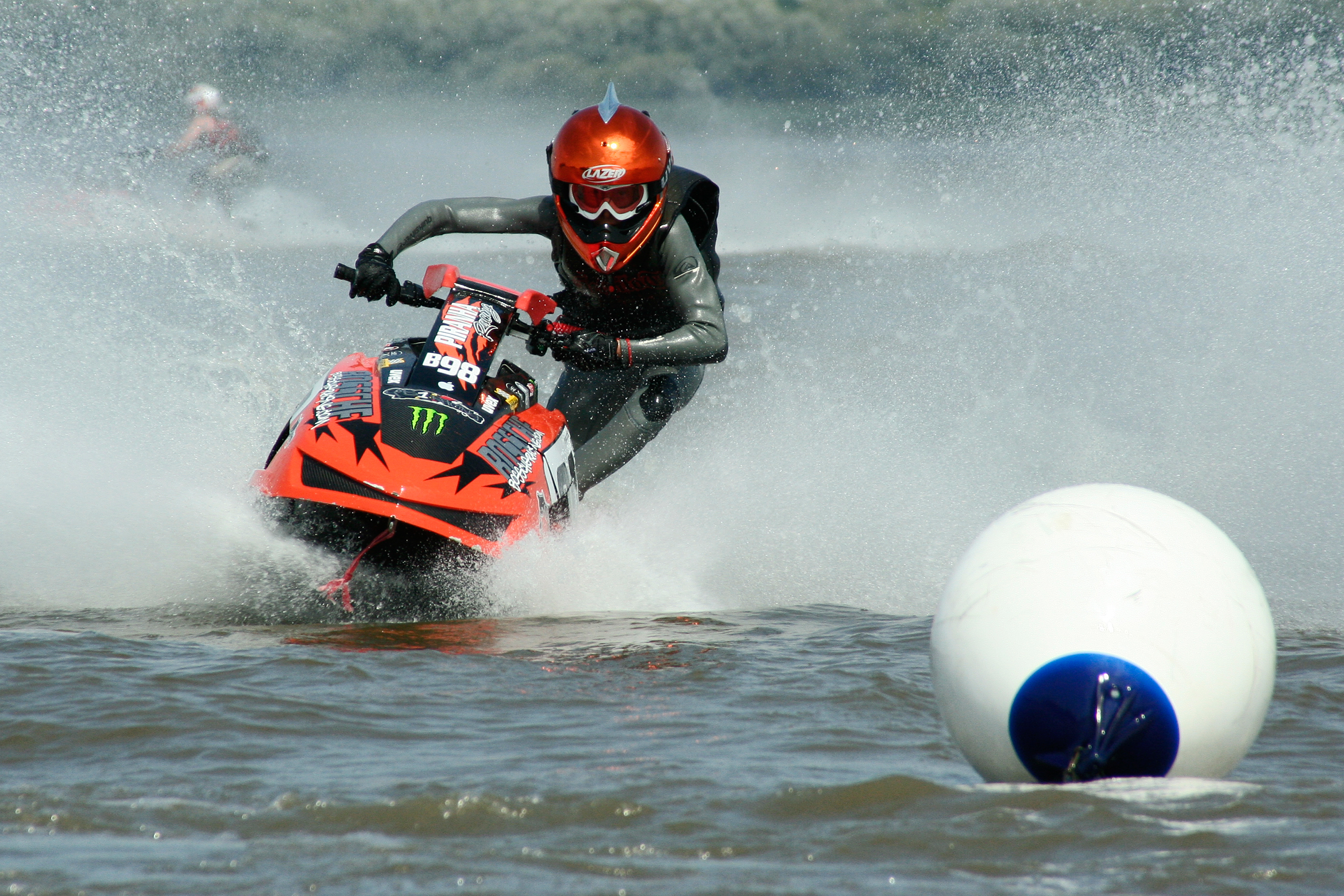
Rennszene beim Jetboot-Rennen, Deutsche Meisterschaft 2007

Der Jetski-Sport wird von der UIM und der IJSBA/EJSBA als Weltdachverband geregelt. Beide Verbände richten eine Weltmeisterschaft aus, die EJSBA auch eine Europameisterschaft. Die UIM nennt ihre Veranstaltung gemäß ihrer Terminologie Aquabike World Championship und richtet diese seit 1995 aus. Für die beide Typen Ski und Runabout werden getrennte Wettbewerbe ausgefahren.
Freestyle: Unter den „Stehern“ gibt es die Wettbewerbskategorie Freestyle, bei der es um Tricks mit verschiedenen Schwierigkeitsgraden geht. Ein Fahrer bekommt eine vorgegebene Zeit zur Verfügung – anschließend bewertet eine Jury die Fahrer mit Punkten von 1 bis 10.
Die nationalen Regeln kennen meist nur eine Klasse, die internationalen Regeln kennen eine Unterscheidung der Teilnehmer in Amateur und Profi-Fahrer. Die Geräte sind in beiden Kategorien meist stark modifiziert, um die Tricks ausführen zu können.
Freeride: Freeride ist die neueste Wettkampf-Disziplin, wenngleich das Fahren in der Brandung eine lange Tradition im Jetboot-Sport hat. Bei Freeride-Wettkämpfen werden die Tricks der Fahrer in der Brandung bewertet. Hierbei zählen jedoch neben möglichst spektakulären Sprüngen auch die Fähigkeit, die Wellen mit dem Jetboot zu surfen.
Racing: Ein mit Bojen abgesteckter Slalomkurs muss möglichst als erster durchfahren werden. Hier können Geschwindigkeiten von über 100 km/h erreicht werden. Es werden verschiedene Leistungsgruppen, abhängig vom Umfang des erlaubten Tunings, unterschieden.

## Verwandte Fahrzeuge

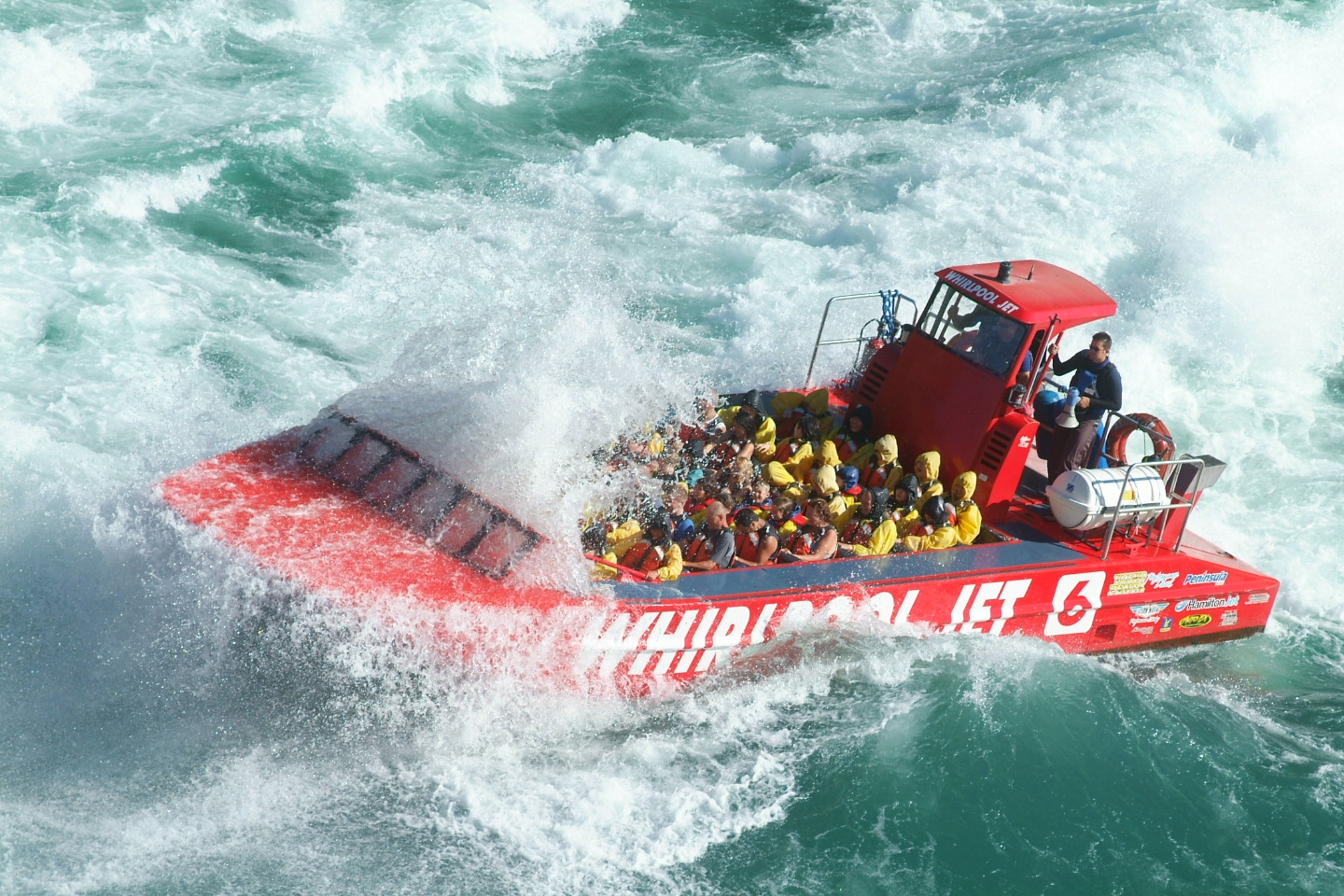
Jetboot im Einsatz an den Niagarafällen

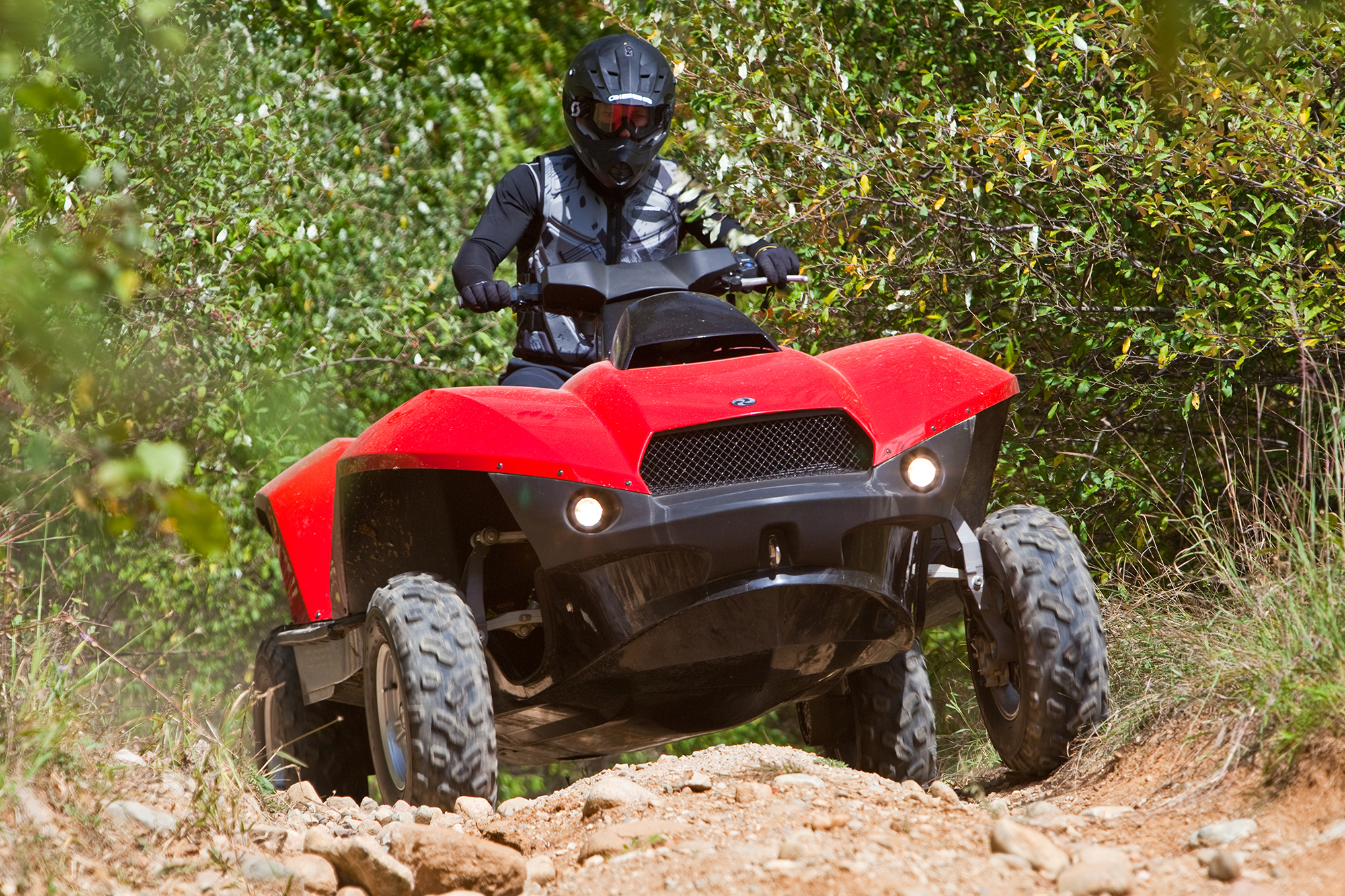
Quadski noch an Land

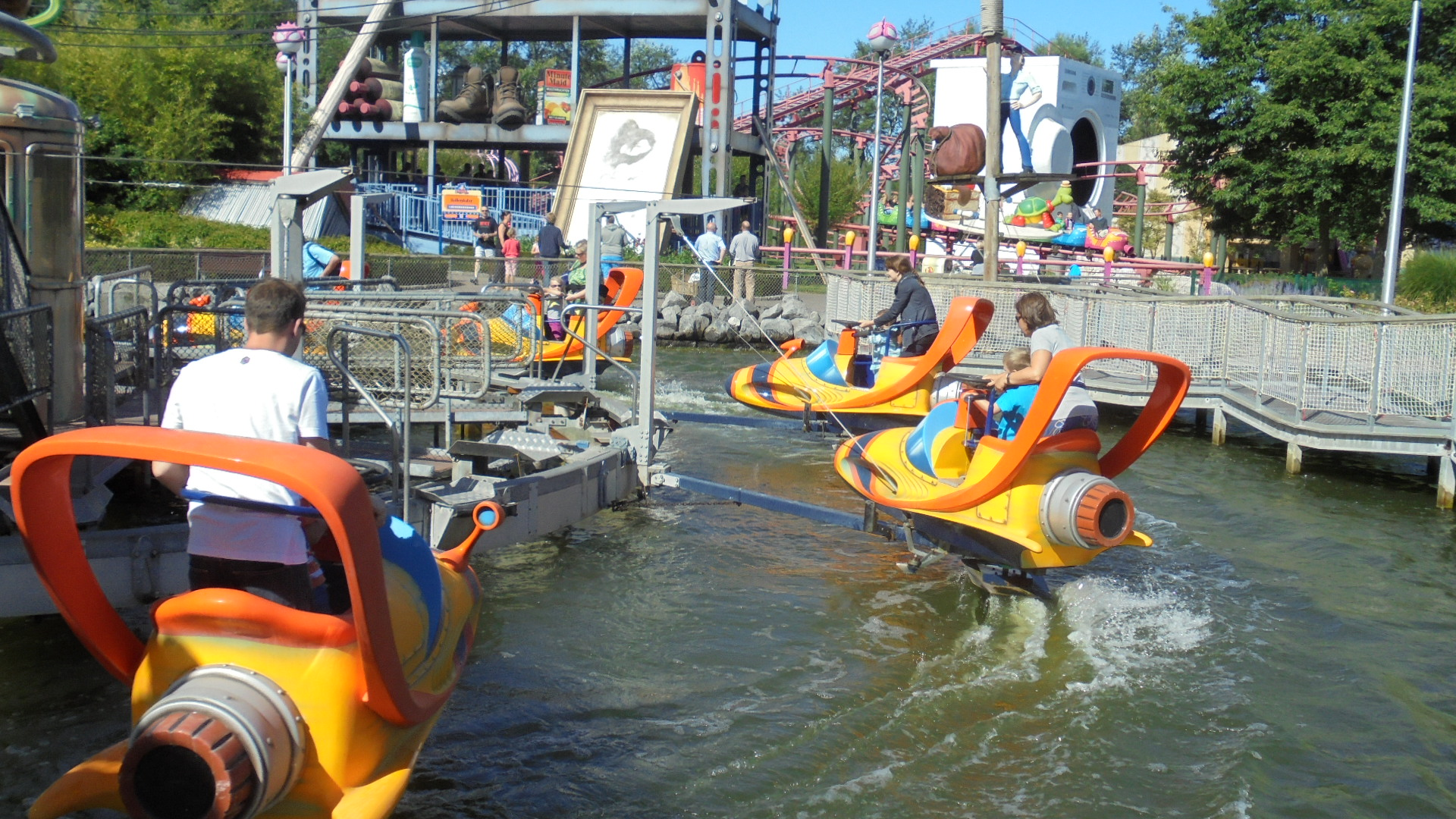
Jetski-Attraktion im Plopsaland

Im weiteren Sinn gehören die Jetski zu den Jetbooten, da sie das gleiche Antriebssystem verwenden. Ein Jetboot ist aber deutlich größer und besitzt feste Bordwände. Boote bis zu 12 Metern Länge werden beispielsweise beim Canyoning eingesetzt, da sie ausgezeichnet für den Flachwassereinsatz geeignet sind und mit hohen Geschwindigkeiten auch in schnell fließenden Gewässern operieren können.
Eine Konkurrenz für die Jetskis entwickelte sich in den letzten Jahren durch die Entwicklung der Power-Jetboards. Die mit einem Benzin- oder Elektromotor angetriebenen Surfbretter werden stehend einhändig gefahren. An der Spitze des Bretts ist eine Stange oder ein starkes Seil befestigt, an dem sich der Fahrer festhält, um die Vortriebskraft auszugleichen. Der Griff daran dient gleichzeitig der Motorsteuerung. Die Richtungssteuerung erfolgt durch Gewichtsverlagerung ähnlich wie bei einem Snowboard oder Surfbrett.
Neueste Entwicklung ist der Quadski, ein Amphibienfahrzeug als Kombination aus einem Quad mit einem Jetski, der sofort von der Straße ins Wasser wechseln kann. Auf Knopfdruck klappen die Räder ein und das Quad wird in fünf Sekunden zum  Jetski. Die Firma Gibbs Technologies fertigt neben dem Quadski auch das Modell Biski, das wie ein Motorrad auf zwei Rädern fahren kann, und eine dreirädrige Variante.
Im Zusammenhang mit Jetski wird auch der Begriff waterbike verwendet. Jedoch wird darunter eher ein Fahrrad auf dem Wasser verstanden, das auf einem Surfbrett oder auf zwei Schwimmkörpern montiert ist. Über einen Pedalantrieb oder auch Elektromotor wird ein Propeller angetrieben, der das waterbike vorwärts bewegt. Ein ganz anderes waterbike ist das Wasserfahrrad oder aquabike, das zum Fitnesstraining in einem Wasserbecken steht.
Für Kinder hat Bombardier den batteriebetriebenen Scooter Sea-Doo Aqua Master auf den Markt gebracht. Unter einem aufblasbaren Rumpf von rund zwei Metern Länge hängt eine Art Pod-Antrieb mit einem Impeller. Das „Spaßgerät“ kann zwei Personen tragen und eine Geschwindigkeit von vier km/h erreichen.
Eine weitere Gelegenheit für Kinder zum Fahren eines Jetski besteht im Vergnügungspark Plopsaland De Panne in Belgien mit dem Wasserkarussell Mega Mindy Jetski. Neun nachempfundene Jetski hängen als 'Gondeln' an einem ringförmigen Gestell und haben einen eigenen Antrieb, der in ein ringförmiges Becken eintaucht und dadurch das Karussell in Bewegung setzt. Durch individuelle Steuerung kann jeder einzelne Jetski im Ringbecken nach links und rechts bewegt werden.

## Rechtslage

WSV-Schild zur Freigabe für Jetski

In Deutschland ist das Fahren eines Jetski auf Wasserstraßen im Rahmen von Touren und Wanderfahrten zu festgelegten Tageszeiten erlaubt, wobei die den Bundeswasserstraßen zugeordneten Stauseen Diemelsee und Edersee nur mit Sondergenehmigung für Wasserfahrzeuge mit Verbrennungsmotoren befahrbar sind. Das Jetski-typische Figurenfahren ist nur auf speziellen Jetski-Strecken gestattet. Auf Binnenseen wie dem Bodensee ist dagegen der Betrieb von Wassermotorrädern zum Schutz von Flora, Fauna und Badegästen verboten. Einzige Ausnahme bildet der Partwitzer See in der Lausitz. Bei Jetskis mit einer Leistung über 15 PS ist in Deutschland ein Binnen- bzw. See-Sportbootführerschein für den Fahrer vorgeschrieben.
In der Schweiz bleibt das Fahren eines Jetski grundsätzlich verboten. Die bisherige Ausnahmeregelung zum Befahren des Genfersees wurde 2019 abgeschafft.
In Österreich ist das Fahren mit Jetski auf öffentlichen Gewässern ebenfalls verboten, mit Ausnahme von genehmigten Sportveranstaltungen. Die Zulassung eines Jetskis ist jedoch möglich (z. B. um es im Ausland zu verwenden). Seit Jahren bemüht sich hier eine kleine Gruppe von Jetski-Freunden um die Errichtung von Trainingsstrecken, scheitert aber immer wieder am Widerstand der Bevölkerung.
In den wasserreichen Niederlanden dürfen Jetski nur mit Quickstop zu Wasser gebracht werden. Ein Neoprenanzug wird empfohlen, und das Tragen ohnmachtssicherer Rettungswesten ist vorgeschrieben. Dafür dürfen alle Gewässer mit Jetski befahren werden, wenn eine Geschwindigkeit von 20 km/h nicht überschritten wird. Voraussetzung ist mindestens der kleine Bootsführerschein 1, der mit dem deutschen Sportbootführerschein Binnen vergleichbar ist.
In Frankreich ist das Fahren mit dem Jetski vielerorts erlaubt. Es gilt die Führerscheinpflicht des Herkunftslandes, d. h. deutsche Jetski-Fahrer müssen im Besitz des Sportbootführerscheins Binnen bzw. See sein. Als mitzuführende Sicherheitsausrüstung werden verlangt: Sicherheitsweste, Quick-Stop (Motorstop bei Sturz des Fahrers), eine wasserdichte Lampe je Person auf dem Jetski und ein Spiegel zum Geben von Lichtzeichen. Insbesondere an den Mittelmeerstränden werden die Geschwindigkeitsvorgaben streng kontrolliert.
Im übrigen Ausland, insbesondere in geschäftigen Ferienorten, dürfen die meisten Menschen ab einem bestimmten Alter Jetski fahren. Manchmal ist ein gültiger Sportbootführerschein erforderlich.